# نورتون بریج (سری‌لانکا)
نورتون بریج (به لاتین: Norton Bridge) یک منطقهٔ مسکونی در سری‌لانکا است که در استان مرکزی (سری‌لانکا) واقع شده‌است.